# Domagné
Domagné is een gemeente in het Franse departement Ille-et-Vilaine (regio Bretagne). De plaats maakt deel uit van het arrondissement Fougères-Vitré. Domagné telde op 1 januari 2022 2.439 inwoners.

## Geografie
De oppervlakte van Domagné bedroeg op 1 januari 2022 29 vierkante kilometer; de bevolkingsdichtheid was toen 84,1 inwoners per km².

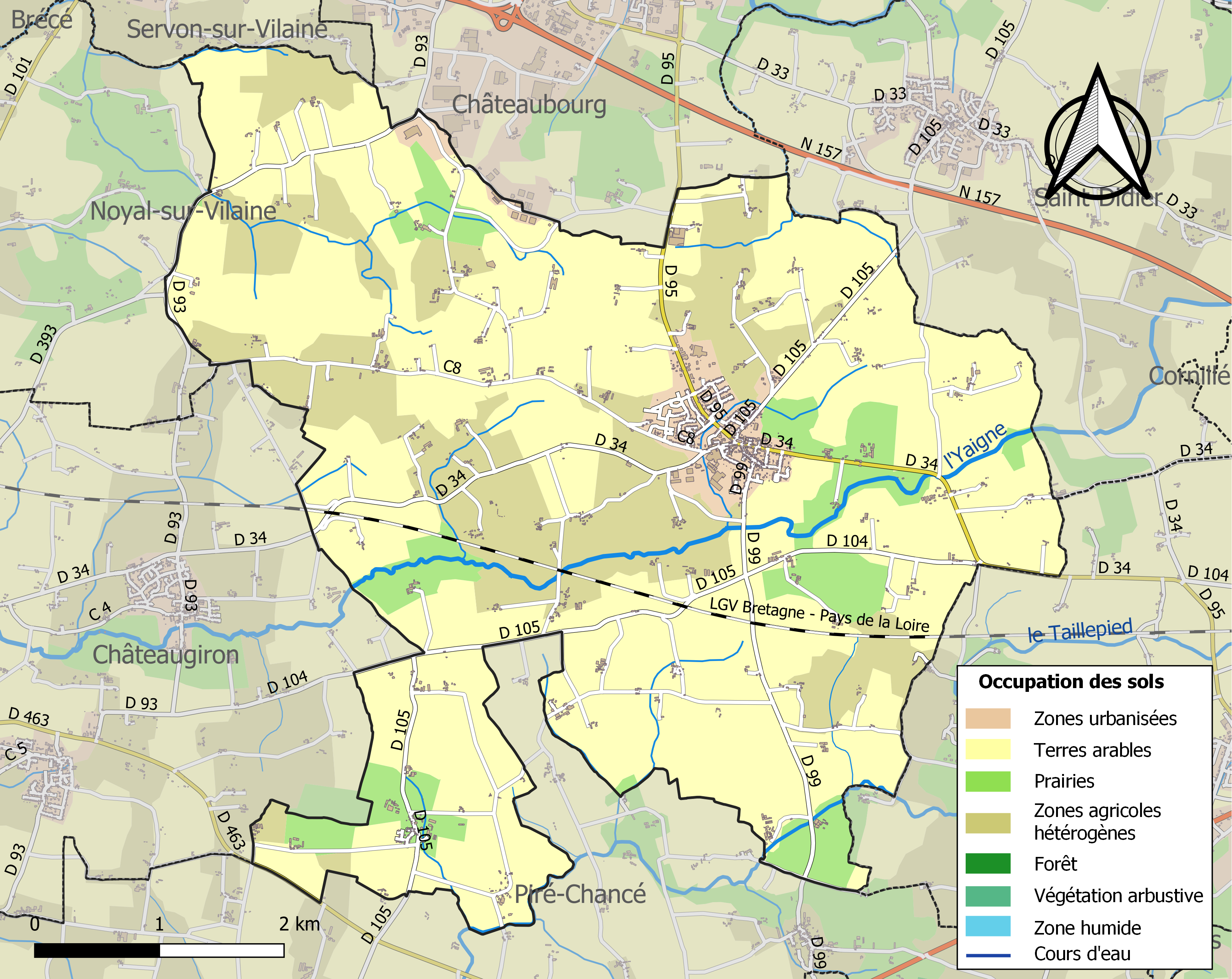
Kaart van de gemeente met belangrijkste infrastructuur, bodemgebruik en omliggende gemeenten

## Demografie
Onderstaande figuur toont het verloop van het inwonertal, bron: INSEE-tellingen. 